# چلن فالز (واشینگتن)
چلن فالز (به انگلیسی: Chelan Falls) یک منطقهٔ مسکونی در ایالات متحده آمریکا است که در واشینگتن واقع شده‌است. چلن فالز ۰٫۷۲ کیلومتر مربع مساحت و ۳۲۹ نفر جمعیت دارد و ۲۲۳٫۱۲ متر بالاتر از سطح دریا واقع شده‌است.